# 南城区街道 (丰镇市)
南城区街道，是中华人民共和国内蒙古自治区乌兰察布市丰镇市下辖的一个乡镇级行政单位。

## 行政区划
南城区街道下辖以下地区：
东园社区、新城湾社区、铺路社区、二号沟社区、四城洼社区、五台洼社区、毛渔沟社区、沟门社区和丰镇高科技氟化学工业园区。